# تئودور هوفمان
تئودور هوفمان (آلمانی: Theodor Hoffmann؛ زادهٔ ۲۷ فوریهٔ ۱۹۳۵ - درگذشته ۱ نوامبر ۲۰۱۸) دریابد و فرمانده سابق نیروی دریایی آلمان شرقی بود. او همچنین آخرین وزیر دفاع آلمان شرقی و فرمانده ارتش مردمی بود.